# Marx’ Ausgleich der Profitraten zur allgemeinen Durchschnittsprofitrate
Karl Marx zeigt im 9. und 10. Kapitel des dritten Kapitalbandes wie sich durch die zwischenzweigliche Konkurrenz um die profitabelste Kapitalanlage zweigliche bzw. sektorale Profitraten zu einer allgemeinen Durchschnittsprofitrate ausgleichen und sich im gleichen Prozess die Werte der Waren in Produktionspreise verwandeln. Er will damit zeigen, dass jegliches Kapital unabhängig von seinem Beitrag zur Mehrwertschöpfung in Abhängigkeit von seiner Größe Anspruch hat auf gleich großen Profit - gemessen anhand der Profitrate. Umstritten ist, ob es Marx gelungen ist, den Ausgleichsprozess widerspruchsfrei zu modellieren.

## Marx’ Erklärung unterschiedlicher Profitraten

### Profitrate und ihre Bestimmung
Die Profitrate p ist das Verhältnis von erzeugtem Mehrwert (m) zur Summe des dazu vorgeschossenen konstanten Kapitals (c) plus dem eingesetzten variablen Kapital (v). Das konstante Kapital ist gleich dem Wert der Arbeitsmittel (Maschinerie, Bauten, Verkehrs- und Transporteinrichtungen) und dem Wert der Arbeitsgegenstände (Roh- und Hilfsstoffe, Halbfabrikate, Bauteile). Das variable Kapital entspricht dem an die Arbeiter gezahlten Löhnen.
{\displaystyle p={m \over c+v}}
bzw. nach Division der rechten Seite der Gleichung im Zähler und Nenner durch das variable Kapital v und Umstellung:
{\displaystyle p={{m \over v} \over {{c \over v}+1}}}
Es gibt einen Kapitalvorschuss c + v und es gibt, davon zu unterscheiden, einen Kapitalverbrauch c + v. Das Symbol c bezieht sich im letzten Fall auf das in einer Produktionsperiode übertragene Kapital, dem in der Terminologie der Volkswirtschaftlichen Gesamtrechnungen die Summe aus Abschreibungen, Wert des Materialverbrauchs und der Vorleistungen entspricht. Das konstante Kapital c in der hier relevanten Formel für den Kapitalvorschuss umfasst dagegen den Wert des fixen konstanten plus des zirkulierenden konstanten Kapitals. Bei der Ermittlung der Profitrate wird die Profitmasse (bzw. die Mehrwertmasse) auf das vorgeschossene Gesamtkapital bezogen. Marx und Engels betonen expressis verbis, dass, um die Profitrate auszudrücken, der Mehrwert nicht auf den Kostpreis bezogen werden darf. Der Kostpreis entspricht dem verbrauchten Kapital. „Es zeigt sich auch hier wieder, wie wichtig es ist, bei der kapitalistischen Produktion nicht die einzelne Ware oder das Warenprodukt eines beliebigen Zeitraums isoliert für sich, als bloße Ware zu betrachten, sondern als Produkt des vorgeschoßnen Kapitals und im Verhältnis zum Gesamtkapital, das diese Ware produziert.“ Umfang und Zusammensetzung des vorgeschossenen Kapitals müssen unterschieden werden von der Größe und Zusammensetzung des Kostpreises. „Es wurde schon mehrfach hervorgehoben der Unterschied des Verhältnisses von konstantem Kapital und variablem, wie es sich im Fallen der Profitrate ausdrückt, und desselben Verhältnisses, wie es sich,... mit Bezug auf die einzelne Ware und ihren Preis darstellt.“ Wird der Profit auf den Kostpreis (den Kapitalverbrauch) der Ware bezogen, erhält man eine Profitrate, „die nur dann mit der wirklichen Profitrate ..., Profitmasse dividiert durch das Gesamtkapital, zusammenfallen kann, wenn ... das Kapital genau einmal im Jahr umschlägt.“
Das Verhältnis konstantes Kapital c zu variablem Kapital v wird als Wertzusammensetzung des Kapitals bezeichnet. Marx nimmt an, dass mit der technischen Zusammensetzung des Kapitals auch die Wertzusammensetzung des Kapitals immer weiter steigt, so dass laut Formel die Profitrate abnehmen muss, wenn dies nicht durch einen entsprechenden Anstieg der Mehrwertrate {\displaystyle m/v} ausgeglichen wird.
Dem kapitalistischen Unternehmer ist es nicht gleichgültig, ob er eine Profitmasse – z. B. eine Million Euro – mit einem hohen oder einem niedrigen Vorschuss an Geldkapital erzielt. Ihn interessiert das Verhältnis des Überschusses zu den Faktoren, deren Nutzung Voraussetzung ist, dass Profit (bzw. im folgenden Beispiel Mehrwert m) entstehen und angeeignet werden kann. Dieses Verhältnis, die Rentabilität oder die Profitrate p’, ist quasi ein relativer Gewinn.
Die Profitrate drückt den Verwertungsgrad des gesamten vorgeschossenen Kapitals aus. Sie ist die treibende Kraft, das »belebende Feuer« der kapitalistischen Produktion.

### Marx’ Ausgangsmodell
Marx unterstellt in einer gedachten Ausgangssituation fünf Produktionssphären, in denen jeweils ein Gesamtkapital von 100 in unterschiedlicher Kapitalzusammensetzung mit gleicher Mehrwertrate von 100 Prozent eingesetzt werde.
| Zweig        | Kapitale   | Mehrwertrate | Mehrwert | Profitrate | c-Verbrauch | Warenwert | Kostpreis |
| ------------ | ---------- | ------------ | -------- | ---------- | ----------- | --------- | --------- |
| I            | 80c + 20v  | 100 %        | 20       | 20 %       | 50          | 90        | 70        |
| II           | 70c + 30v  | 100 %        | 30       | 30 %       | 51          | 111       | 81        |
| III          | 60c + 40v  | 100 %        | 40       | 40 %       | 51          | 131       | 91        |
| IV           | 85c + 15v  | 100 %        | 15       | 15 %       | 40          | 70        | 55        |
| V            | 95c +5v    | 100 %        | 5        | 5 %        | 10          | 20        | 15        |
| Summe        | 390c +110v | 110          | -        | -          | -           | -         | -         |
| Durchschnitt | 78c +22v   | Beispiel     | 22       | 22 %       | -           | -         | -         |

Die Tabelle zeigt, dass bei einheitlicher Mehrwertrate und gleich großem Kapitaleinsatz in den einzelnen Zweigen die Mehrwertmasse und die Profitrate umso höher sind, je kleiner die Kapitalzusammensetzung (Wertzusammensetzung des Kapitals) ist. Umgekehrt gilt: Mehrwertmasse und Profitrate sind umso niedriger, je höher die Wertzusammensetzung des Kapitals ist. Die Profitrate fällt, wenn bei gegebener Mehrwertrate die organische Zusammensetzung des Kapitals steigt. Die organische Zusammensetzung ist die Wertzusammensetzung, die bei gegebenem Wert der Kapitalbestandteile allein die Höhe und die Veränderung der technischen Zusammensetzung anzeigt. Die Profitrate fällt auch, wenn bei gegebener organischer Zusammensetzung des Kapitals die Mehrwertrate sinkt. Marx nimmt an, dass langfristig die organische Zusammensetzung stärker als die Mehrwertrate steigt und begründet so das Gesetz des tendenziellen Falls der Profitrate. Die kapitalistischen Unternehmer werden die Tatsache, dass gleich große Kapitale unterschiedliche Profitraten abwerfen, nicht ohne weiteres hinnehmen. Sie reagieren darauf. Marx zeigt im 10. Kapitel des dritten Kapitalbands wie die zwischenzweigliche Konkurrenz die Profitraten zu einer allgemeinen Durchschnittsprofitrate ausgleicht. Das Ergebnis dieses Prozesses stellt Marx in der folgenden Tabelle dar.

## Marx’ Ergebnis der zwischenzweiglichen Konkurrenz

### Ergebnistabelle
Durch die zwischenzweigliche Konkurrenz um die profitabelste Kapitalanlage werden die sektoralen Profitraten in eine Durchschnittsprofitrate und die Warenwerte in Produktionspreise verwandelt. Der Produktionspreis ist die Summe aus dem Kostpreis der Waren und dem Durchschnittsprofit.
| Kapitale       | Mehrwert | Warenwert | Kostpreis | Warenpreis | Profitrate | Profitmasse | Wert-Preisabweichung |
| I. 80c + 20v   | 20       | 90        | 70        | 92         | 22 %       | 22          | + 2                  |
| II. 70c + 30v  | 30       | 111       | 81        | 103        | 22 %       | 22          | - 8                  |
| III. 60c + 40v | 40       | 131       | 91        | 113        | 22 %       | 22          | - 18                 |
| IV. 85c + 15v  | 15       | 70        | 55        | 77         | 22 %       | 22          | + 7                  |
| V. 95c + 5v    | 5        | 20        | 15        | 37         | 22 %       | 22          | + 17                 |
| 390c + 110v    | 110      | 422       | -         | 422        | -          | 110         | Summe                |

### Ergebnisinterpretation
Im Ergebnis der zwischenzweiglichen Konkurrenz erzielen alle gleich großen Kapitale, wie auch immer ihre organischen bzw. Wertzusammensetzungen und in Abhängigkeit von ihnen die Größe ihrer Mehrwertschöpfung sein mögen, einen gleich hohen Profit, den Durchschnittsprofit. Er beträgt im Gedankenmodell 22 %. Durch die Abweichung der Preise vom Wert kommt es zu einer Umverteilung. Die Zweige I, IV und V - Zweige mit überdurchschnittlich hoher organischer Zusammensetzung – eignen sich Teile des in den Zweigen II und III – den Zweigen mit relativ geringer organischer Zusammensetzung geschaffenen Mehrwerts an. Es gelten zwei Invarianzpostulate (aggregierte Gleichgewichte): Erstens stimmt die Summe der Warenwerte mit der der Warenpreise (Produktionspreise) überein (422) und zweitens entspricht die Mehrwertsumme der Summe der Durchschnittsprofite (110). Die Summe der Abweichungen zwischen Werten und Preisen ist gleich Null. Darin kommt zum Ausdruck, dass man nur verteilen kann, was produziert worden war. Marx sagt, dass es sich beim Ausgleich unterschiedlicher Profitraten lediglich um eine Tendenz handelt, um „die Tendenz, die Produktionspreise zu bloß verwandelten Formen des Werts zu machen oder die Profite in bloße Teile des Mehrwerts zu verwandeln, die aber verteilt sind nicht im Verhältnis zum Mehrwert, der in der besondren Produktionssphäre erzeugt ist, sondern im Verhältnis zur Masse des in jeder Produktionssphäre angewandten Kapitals, so dass auf gleiche große Kapitalmassen, wie immer zusammengesetzt, gleich große Anteile (aliquote Teile) der Totalität des vom gesellschaftlichen Gesamtkapital erzeugten Mehrwerts fallen.“

## Der Ausgleichsmechanismus
Nach Marx ist es „die eigentlich schwierige Frage ... wie diese Ausgleichung der Profite zur allgemeinen Profitrate vorgeht, da sie offenbar ein Resultat ist und nicht ein Ausgangspunkt sein kann.“
Der Ausgleich wird bewirkt durch den Kapitalfluss zwischen den Zweigen. „Das Kapital entzieht sich aber einer Sphäre mit niedriger Profitrate und wirft sich auf eine andre, die höheren Profit abwirft. Durch diese beständige Aus- und Einwanderung, mit einem Wort, durch seine Verteilung zwischen den verschiedenen Sphären, je nachdem dort die Profitrate sinkt, hier steigt, bewirkt es solches Verhältnis der Zufuhr zur Nachfrage, dass der Durchschnittsprofit in den verschiedenen Produktionssphären derselbe wird und daher die Werte sich in Produktionspreise verwandeln.“ Nach Klaus Müller unterstellt Marx dabei folgenden formalen Mechanismus: In Zweigen mit hoher organischer Zusammensetzung (im Beispiel die Zweige IV und V) sind die produzierten Mehrwert- bzw. Profitmassen und die Profitraten niedrig. Dadurch fließt Geldkapital ab, wodurch, ist dieser Abfluss entsprechend hoch, früher oder später das Angebot im betreffenden Zweig kleiner als die Nachfrage wird. Angebotslücke bzw. Nachfrageüberschuss bewirkten, dass die Preise steigen. Mit ihnen steigen auch Profite und Profitraten. Kleine Profitraten erhöhen sich. In Zweigen mit niedriger organischer Zusammensetzung (im Beispiel vor allem die Zweige II und III) sind die produzierten Mehrwert- bzw. Profitmassen und die Profitraten hoch. Dadurch werden Geldkapital und Ressourcen aus Zweigen mit niedrigen Profitraten angezogen. Ist dieser Zufluss entsprechend hoch und andauernd, wird früher oder später das Angebot an Waren die Nachfrage übersteigen, wodurch die Preise sinken. Mit ihnen sinken Profite und Profitraten. Die Übertragung von Geldkapital und damit auch von Ressourcen zwischen den Zweigen bzw. Produktionssphären endet formal dann, wenn das Profit- und Profitratengefälle beseitigt ist.

## Kritik des Profitratenausgleichs und der Verwandlung der Werte in Produktionspreise

### Theoretische Einwände
In den Arbeiten Mühlpforts, Ladislaus von Bortkewitsch, Böhm-Bawerks, Setons, Morishimas, Sweezys, Sraffas, Steedmans, Samuelsons und anderer wird (scheinbar) gezeigt, dass Marx die rechnerische Umwandlung der Werte in Produktionspreise misslungen sei. Die Autoren werfen Marx einen „Kostpreisirrtum“ vor. Er habe die Kosten in Werten ausgedrückt, statt, wie es richtig gewesen wäre, in Produktionspreisen. Marx war sich der Ungenauigkeit bewusst. Er schreibt: „Ursprünglich wurde angenommen, dass der Kostpreis einer Ware gleich sei dem Wert der in ihrer Produktion konsumierten Waren. Der Produktionspreis einer Ware ist aber für den Käufer derselben ihr Kostpreis ... Da der Produktionspreis abweichen kann vom Wert der Ware, so kann auch der Kostpreis einer Ware, worin dieser Produktionspreis anderer Waren eingeschlossen, über oder unter dem Teil ihres Gesamtwerts stehn, der durch den Wert der in sie eingehenden Produktionsmittel gebildet wird ... Es ist nötig, ... sich daher zu erinnern, dass, wenn in einer besondren Produktionssphäre der Kostpreis der Ware dem Wert der in ihrer Produktion verbrauchten Produktionsmittel gleichgesetzt wird, stets ein Irrtum möglich ist.“ Marx hielt es nicht für nötig, diesen Aspekt weiter zu beachten. In der DDR haben sich Friedrun Quaas, Georg Quaas und Hans Klemm mit dem Problem befasst. Beachte man, dass die Inputs – die Kostpreise – keine Werte, sondern Produktionspreise sind, ist jeweils eines der beiden Invarianzpostulate nicht erfüllt. Entweder stimmen die Wertsumme und die Produktionspreissumme überein, dann weicht die Summe der Mehrwerte von der der Profite ab, oder die beiden letzteren sind gleich groß, dann sind es die beiden ersteren nicht mehr. Die daraus gezogene Schlussfolgerung: Werte lassen sich nicht widerspruchsfrei in Produktionspreise umrechnen. Marx sei am Transformationsproblem, der Verwandlung der Werte in Produktionspreise, gescheitert. Daraus wiederum wird gefolgert, dass es einer Wertbetrachtung gar nicht bedarf, eine Preisrechnung genüge den Anforderungen. Paul A. Samuelson bringt das klar zum Ausdruck: „Betrachte zwei alternative, widersprüchliche Systeme. Schreibe das eine hin und radiere es aus. Schreibe dann stattdessen das andere hin. Voilá! Damit ist der Transformationsalgorithmus beendet!“
Andere Autoren wie Andrew Kliman, Alan Freeman, Guglielmo Carchedi, Klaus Müller, Hans-Peter Büttner weisen die Kritik an Marx’ Ausgleich der zweiglichen Profitraten zu einer allgemeinen Durchschnittsprofitrate zurück. Sie vertreten die Auffassung, dass die simultane Betrachtung des Problems dem kausal-zeitlichen Ablauf der Produktion nicht Rechnung trägt. Die Einwände gegen Marx’ Lösung entsprängen, so Andrew Kliman, einem einzigen großen interpretativen Fehler: der simultanen Wertbestimmung der Inputs und Outputs (Inputpreise = Outputpreise). Dies führe zu physikalistischen, stofflichen Schlussfolgerungen und widerspräche Marx‘ Theorie, dass der Wert bestimmt ist durch die Arbeitszeit. Kliman setzt der simultanistischen Behandlung des Problems und der „Doppelsystem-Theorie“ – es gäbe zwei getrennte Systeme für Werte und Preise; Werte seien redundant, man brauche sie nicht, um Preise zu bestimmen – die „Temporale Einzelsystem-Interpretation“ (TSSI, Temporal Single-System Interpretation) entgegen: Die Wertbestimmung erfolge temporal, so dass Input- und Outputpreise sich unterscheiden. Wert und Preise wirkten wechselseitig aufeinander ein. Die Zirkulation des Kapitals beginnt mit dem Erwerb der Produktionsmittel und Arbeitskräfte zum Kostpreis, durchläuft die produktive Phase und endet mit dem Verkauf der Ware gegen Geld. Bortkiewicz hatte zudem behauptet, wenn Inputs und Outputs nicht simultan bewertet würden, könnten Verkäufe und Käufe innerhalb der Industriezweige nicht in Übereinstimmung gebracht werden. Doch können sie, widerspricht Kliman: die Input- und Outputpreise jeder Periode sind verschieden. Da die Outputs der einen Periode die Inputs der nächsten Periode sind, verlangt der Ausgleich von Angebot und Nachfrage, „dass die Outputpreise der Periode 1 gleich sind den Inputpreisen der Periode 2. Das ist immer so.“ Klaus Müller hat in einem Zahlenbeispiel die Wert-Preis-Beziehungen kausal-zeitlich zu erfassen und zu zeigen versucht, dass die Invarianzpostulate über mehrere Perioden erfüllt sein können. Georg Quaas hat den Implikationen seines „Modells“ widersprochen. Auch Hans-Peter Büttner vertritt die Auffassung, dass simultane Betrachtungen dem realen Prozess nicht gerecht werden und besser durch sequentielle Analysen ersetzt werden sollten. Nun finden sich allerdings im Marxschen Werk auch Belege, die für eine simultane Wertbestimmung sprechen. Danach hänge der auf die Produkte übertragene Wert nicht ab vom Arbeitsquantum, das ursprünglich zur Produktion aufgewandt worden war, sondern von dem, das zur erneuten Produktion notwendig ist. Kliman kennt die „Wiederbeschaffungsaufwands-Interpretation“ und fragt sich, ob Marx nicht doch Simultanist gewesen sei, hält das aber für „sehr unwahrscheinlich“, schließt damit aber die Möglichkeit nicht aus. Kliman betont aber auch, dass es Aussagen von Marx gibt, die unvereinbar mit Simultanismus seien und der Wiederbeschaffungskosten-Interpretation widersprächen. Sie bestätigten die Temporal Single-System Interpretation; die Wertübertragung sei als „Prä-Produktions-Reproduktionskosten“ zu bestimmen. Zum anderen erweise sich, dass die temporale Deutung der scheinbar simultanistischen Passagen bei Marx „zumindest gleichermaßen plausibel“ sei.

### Empirische Untersuchungen
Empirische Untersuchungen widerlegen scheinbar die Tendenz zur Herausbildung von Produktionspreisen und Durchschnittsprofitraten. Für Farjoun und Machover, den beiden israelischen Mathematikern, existiert ein relativ stabiles Profitratengefälle in Form einer Gammaverteilung (rechtsschiefe Dichtefunktion).
Fröhlich gelingt es, gammaverteilte Profitraten empirisch zu bestätigen. Er kommt zum Schluss, dass Profitraten mitnichten uniform sind, sie tendierten „auch nicht in diese Richtung.“  Eine Momentaufnahme – Fröhlich vergleicht die Jahre 2000 und 2004 –, die erwartungsgemäß ungleiche Profitraten zeigt, könne jedoch nicht widerlegen, wendet Klaus Müller ein, „dass eine Tendenz zum Ausgleich existiert. Ein längerer Zeitraum müsste betrachtet und untersucht werden, ob die Profitraten der einzelnen Branchen sich ändern. Der empirische Nachweis relativ stabiler Profitratenunterschiede über längere Zeiträume, eine im Zeitablauf konstante Dichtefunktion, besagt nur, dass ein konstanter Anteil an Sektoren unterdurchschnittliche und ein konstanter Anteil von Sektoren überdurchschnittliche Profitraten haben. Er besagt noch nicht, dass es sich um dieselben Sektoren handelt. Könnten man nachweisen, dass die Sektoren mit unter- und überdurchschnittlichen Profitraten im Zeitablauf wechseln, wäre dies ein Indiz, dass es trotz eines stabilen Gefälles Ausgleichstendenzen gibt. Ein »statistisches Gleichgewicht« ist mit dynamischen Prozessen kompatibel. Mit dessen empirischen Nachweis können Bewegungen und Ausgleichstendenzen nicht ausgeschlossen werden. Selbst wenn die Verteilung relativ stabil bleibt, könnte es sein, dass in Zweigen hohe Profitraten gesunken, in anderen niedrige gestiegen sind. Dies wäre dann selbst bei ähnlichen Dichtefunktionen ein Indiz für die Tendenz zum unerreichbaren Durchschnitt.“ Der Prozess des Sichausgleichens muss nicht wie im Marxschen Gedankenmodell erfolgreich enden. Marx wusste, das sich die Durchschnittsprofitrate empirisch nicht zeigen lässt: „Die besondren Profitraten in den verschiednen Produktionssphären sind selbst mehr oder minder unsicher; aber soweit sie erscheinen, ist es nicht ihre Uniformität, sondern ihre Verschiedenheit, die erscheint. Die allgemeine Profitrate selbst aber erscheint ... nicht als empirische, direkt sichtbare Gestalt der wirklichen Profitrate.“ Hinzu kommt, dass die Dynamik des komplexen Systems einen gleichgewichtigen »Ruhezustand«, wenn überhaupt, nur vorübergehend zulässt. Eine Episode, die obendrein niemand bemerkte. Ausgleichende Faktoren bzw. Wirkungskräfte können sich wegen permanenter Gegenkräfte nicht durchsetzen. Georg Quaas nennt Produktionspreis und allgemeine Profitrate daher „unerreichbare, bewegliche Ziele.“ Stephan Krüger spricht nicht vom Ausgleich, sondern von einem „Ausgleichungsprozess“ zur Durchschnittsprofitrate, um den tendenziellen Charakter „der allgemeinen Profitrate als beständig werdendes und immer wieder durch konterkarierende Gegenbewegungen erzeugtes Resultat auch sprachlich zum Ausdruck zu bringen.“
Klaus Müller verweist darauf, dass Marx’ Modell des Profitratenausgleichs wie jedes Modell auf Prämissen beruht, somit ein vereinfachtes Abbild der ökonomischen Realität darstellt, die es unvollkommen widerspiegelt. Das Marxsche Modell des Profitratenausgleichs beruht insgesamt auf folgenden Prämissen:
- Die Mehrwertrate in den Produktionszweigen wird als gleich angenommen.
- Das Kapital geht überall gleichmäßig und ganz in das jährliche Produkt ein, es besteht kein Unterschied zwischen Vorschuss und Verbrauch.
- Von der Verschiedenheit der Umschlagszeiten des Kapitals wird abgesehen, obwohl Mehrwertraten und Profitraten positiv von der Höhe des Kapitalumschlags abhängen.
- Die Größe des Arbeitstages ist in allen Produktionssphären dieselbe.
- Die Investoren sind vollständig über das Profitratengefälle informiert.
- Die Produkte werden zu Preisen verkauft, die ihren Werten entsprechen.
- Die Arbeitswerttheorie gilt: Wert entsteht durch lebendige Arbeit.
- Der Kapitalfluss zwischen den Zweigen kann ungehindert stattfinden. Die technische Übertragbarkeit des Kapitals ist gewährleistet; es existieren keinerlei Eintritts- und Austrittsbarrieren z. B. in Form von Monopolen.
- Die Höhe der Profitrate trifft das unternehmerische Ziel am genauesten und ist das Kriterium für Kapitalanlageentscheidungen.
- Die Preisbewegungen sind nicht monopolistisch deformiert, sondern widerspiegeln die Veränderungen im Verhältnis von Angebot und Nachfrage.
- Produktinnovationen, Erwartungen, Risikoüberlegungen und andere Einflussfaktoren bleiben unbeachtet.

Nur als Konsequenz dieser Gesamtheit an Voraussetzungen muss es zu einer Kapitalwanderung kommen, wie sie in Marx’ Modell des Ausgleichs unterschiedlicher Profitraten zur Durchschnittsprofitrate und der Herausbildung des Produktionspreises angenommen wird. Dabei dürfte es z. B. realistisch sein, dass in Zweigen mit einer hohen organischen Zusammensetzung die Mehrwertraten größer sind als in solchen mit niedriger Kapitalzusammensetzung. Produktivitätsbedingte höhere Mehrwertraten können den negativen Einfluss einer höheren Wertzusammensetzung auf die Profitrate ausgleichen oder sogar überkompensieren. Die produktivitätsbedingten niedrigen Mehrwertraten können umgekehrt den positiven Einfluss der niedrigen Wertzusammensetzung auf die Profitrate abschwächen oder aufheben. In beiden Fällen, würde Kapital nicht in der Weise zwischen den Zweigen wandern, wie Marx es annimmt, also von Zweigen mit hoher in solche mit niedriger Wertzusammensetzung, sondern in umgekehrter Richtung. Anlageentscheidungen enthalten auch spekulative Momente. Aus diesem Grund kann man nicht ausschließen, dass im Gegensatz zu den Darstellungen bei Marx und Engels, Kapital aus Zweigen mit hohen in Zweige mit relativ niedrigen Profitraten übertragen wird. Investoren müssen nur damit rechnen, dass hohe Profitraten nachhaltig sinken und niedrige steigen werden. Müller erwähnt als Beispiel die Telekommunikationsbranche: Stahlkonzerne wie Mannesmann, Energieunternehmen wie RWE, Veba und Viag (heute E.ON) stiegen in den 1990er Jahren mit überschüssigen liquiden Mitteln in die fremde Branche ein, weil technische Innovationen Profitaussichten verhießen. Kapital floss in eine Branche mit einer überdurchschnittlich hohen Wertzusammensetzung. Nicht sie und die gerade geltende Profitrate waren dafür ausschlaggebend gewesen. Ausschlaggebend waren der Neuigkeitsgrad des Marktes und die an neue Produkte geknüpften positiven Zukunftserwartungen.